# Der goldene Schlüssel

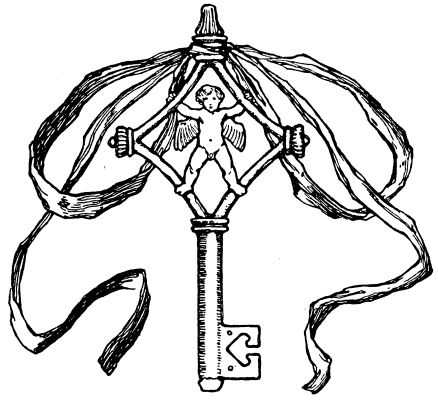
Illustration von Otto Ubbelohde, 1909

Der goldene Schlüssel ist ein Märchen (ATU 2260). Es steht in den Kinder- und Hausmärchen der Brüder Grimm an Stelle 200 (KHM 200).

## Inhalt
Ein armer Junge muss Holz mit dem Schlitten holen. Draußen in der Kälte macht er sich ein Feuer, um sich zu wärmen. Er findet unterm Schnee einen kleinen goldenen Schlüssel und unter der Erde ein eisernes Kästchen. Er erwartet „kostbare Sachen“ darin, findet das kleine Schlüsselloch und schließt auf. Der Erzähler endet, man müsse nun warten, bis er es geöffnet hat.

## Herkunft
Der goldene Schlüssel steht in Grimms Märchen ab dem zweiten Teil der Erstauflage von 1815 immer an letzter, ab der vorletzten Auflage von 1850 an 200. Stelle. Laut ihrer Anmerkung hatten die Brüder Grimm es „aus Hessen“ (Wilhelm Grimms Notiz zufolge von Marie Hassenpflug). Sie erwähnen noch „ein ähnliches Märchen aus dem Deutschen Sprachbuch von Adolf Gutbier“ von Hühnchen und Hähnchen, die ein Schlüsselchen im Mist und ein Kästchen finden, in dem ein kurzes rotseidenes Pelzchen liegt, und wäre es „länger gewesen, so wäre auch das Märchen länger geworden“.
Die Brüder Grimm bezogen das Vexiermärchen (Neckmärchen, das die Erwartungen des Hörers enttäuscht) wohl allegorisch auf den Märchenschatz, den es zu heben und zu entschlüsseln gilt. Der Fuchs und die Gänse hat ähnliche Funktion.